# Richard Leech
Richard Leech   (comtat de Broome, 26 de març de 1957) és un tenor estatunidenc, guanyador del premi Richard Tucker el 1988, i particularment vinculat a papers lírics en els repertoris italià i francès.
Criat i educat a Vestal, Nova York, va assistir a l'"Eastman School of Music", però va abandonar-la després d'un semestre. Va començar la seva carrera a principis dels anys vuitanta, actuant amb la Tri-Cities Opera.
Leech va debutar a la New York City Opera el 1984 com a Rodolfo a La bohème. Aviat va afegir els papers del duc a Rigoletto i d'Alfredo a La traviata. El 25 de març de 1987, Leech va començar una afiliació de vint anys amb la Cincinnati Opera amb el seu debut com a Hoffmann a Les contes d'Hoffmann. Va cantar Roméo a Roméo et Juliette el 1989 i el 1994, Riccardo a Un ballo in maschera el 1991, Cavaradossi a Tosca el 1993, Don José a Carmen el 2004 i el paper principal a Faust de Charles Gounod el 2007. L'Òpera de Cincinnati el va presentar en un recital en solitari pel seu 75è aniversari el 1995.
Per a l'Òpera de San Diego, on va aparèixer en dotze temporades entre 1988 i 2008, els seus papers van incloure el seu primer Don José (Carmen), Werther (Werther) i Turridu (Cavalleria rusticana). Ha cantat en més de 175 actuacions a la Metropolitan Opera, on va debutar el 1989 com a Rodolfo. Altres papers van ser Pinkerton a Madame Butterfly i Faust a Mefistofele de Boito. La seva última aparició a la Metropolitan Opera va ser el 2012 a Věc Makropulos. També ha actuat a l'Òpera de Chicago, l'Òpera de San Francisco, l'Òpera de Los Angeles i l'Òpera de Houston.
A l'escena internacional va fer un debut sensacional a Berlín, com a Raoul a Les Huguenots el 1987, i des de llavors ha aparegut a l'Òpera de París, la Royal Opera House de Londres, La Scala de Milà, etc. Leech s'ha consolidat com un dels tenors més importants del món en papers operístics com els d'Edgardo, el duc de Màntua, Alfredo, Faust, Romeo, Hoffmann, des Grieux, Werther, Pinkerton i altres. Amb una veu bella i clara amb un registre agut emocionant, els crítics l'han comparat amb Jussi Björling i Luciano Pavarotti.
El 2015 va iniciar una nova afiliació amb el Michigan Opera Theatre com a director de programes d'artistes en residència.